# Lyctocoris rostratus
Lyctocoris rostratus är en insektsart som beskrevs av Kelton och Anderson 1962. Lyctocoris rostratus ingår i släktet Lyctocoris och familjen näbbskinnbaggar. Inga underarter finns listade i Catalogue of Life.